# Hypolytrum capitulatum
Hypolytrum capitulatum är en halvgräsart som beskrevs av Willem Frederik Reinier Suringar och Charles Baron Clarke. Hypolytrum capitulatum ingår i släktet Hypolytrum och familjen halvgräs. Inga underarter finns listade i Catalogue of Life.